# Asteroschema tenue
Asteroschema tenue är en ormstjärneart som beskrevs av George Richard Lyman 1875. Asteroschema tenue ingår i släktet Asteroschema och familjen Asteroschematidae. Inga underarter finns listade i Catalogue of Life.